# Enrico dal Covolo
Enrico dal Covolo, S.D.B. (Feltre, 5 oktober 1950) is een Italiaans geestelijke en bisschop van de Rooms-Katholieke Kerk. Sinds 2010 is hij rector van de Pauselijke Lateraanse Universiteit.
Dal Covolo vervulde zijn noviciaat in Albarè (Costermano)  en legde zijn eerste geloften af op 2 oktober 1973. Op 22 december 1979 werd hij in Milaan ingewijd als priester van de Salesianen van Don Bosco.
Broeder dal Covolo ging in 1986 naar de Pauselijke Salesiaanse Universiteit waar hij in de erop volgende jaren diverse academische taken vervulde. Hij was professor oudchristelijke literatuur en specialist op het gebied van kerkvaders. Tussen 1993 en 2000 was hij deken van de faculteit literatuur en van 2000 tot 2003 was hij vice-rector van de universiteit.
Dal Covolo is onder andere lid van het Pauselijk Comité voor de Geschiedwetenschappen, raadsman voor de Congregatie voor de Geloofsleer en de Congregatie voor de Clerus. In 2003 werd Dal Covolo door de toenmalige rector major van de Salesianen, broeder Pascual Chávez, aangesteld als algemeen postulator voor de Heiligverklaringen van de Salesiaanse Congregatie.
Op 30 juni 2010 werd hij aangesteld als rector van de Pauselijke Lateraanse Universiteit. Hij volgde hierbij aartsbisschop Rino Fisichella op, die op dat moment ook hulpbisschop van Rome en president van de Pauselijke Academie voor het Leven was. Fisichella werd aangesteld als de eerste president van de nieuw opgerichte Pauselijke Raad voor de Bevordering van de Nieuwe Evangelisatie. Vanwege zijn nieuwe functie als rector werd Dal Covolo op 15 september 2010 benoemd tot titulair bisschop van Heraclea. Op 9 oktober 2010 werd hij bisschop gewijd. De toenmalige kardinaal-staatssecretaris Tarcisio Bertone S.D.B. was de hoofdconsecrator.